# 西丸四方
西丸 四方(にしまる しほう、1910年2月13日 - 2002年2月14日）は、日本の医学者、精神科医。信州大学名誉教授、愛知医科大学名誉教授。専門は精神病理学。医学博士（東京帝国大学）。
村上仁、島崎敏樹らとともに、日本の精神病理学第一世代を代表する人物である。精神医学の基礎領域である精神病理学を広く精神科臨床に根付かせるなど、日本の精神医学の発展に大きく貢献した。また、老荘思想を心理療法に応用するなどのユニークな試みでも知られる。草間彌生を見いだし、その後の良き理解者として終生交流があった。

## 来歴
- 1910年 - 東京府下谷根岸に生まれる[5]。
- 1914年 - 父の仕事の関係で樺太の大泊に住んでいたが、4歳のとき肺炎で死にかけ、北茨城の父方の祖父母の元に預けられる[5]。北茨城大津小学校から東京青山小学校を経て[6]、旧制麻布中学校、浦和高等学校理科乙類卒業。
- 1936年 - 東京帝国大学医学部医学科卒業
- 1936年 - 東京帝国大学精神科・副手を1年半と勤め、のち、病気休業[7]
- 1941年 - 府立松沢病院医員
- 1946年 - 東京大学講師、東京女子医学専門学校講師
- 1947年 - 医学博士（東京帝国大学）[2]
- 1948年 - 国立東京第一病院医長
- 1950年 - 信州大学医学部精神科初代教授。1969年に退職して名誉教授[7]
- 1972年 - 愛知医科大学医学部精神科主任教授、1978年に退職して名誉教授[1]。
- 2002年 - 逝去

## 家系
島崎藤村の姪である西丸いさの長男。父方の曾祖父は西丸帯刀（旧姓：野口）。西丸帯刀の伯父「野口北川」の長男の孫が野口雨情。野口家の祖である楠木正季の妹の子が観阿弥という説がある。
弟に島崎敏樹、西丸震哉、息子に西丸医院院長の西丸甫夫、孫に女優の西丸優子がいる。

## 著書

### 単著
- 『脳とこころ』日本出版社 1946
- 『幻覚 精神症状の見方と考え方』学術書院 1948
- 『精神医学入門』南山堂 1949
- 『異常性欲の心理』日本医学雑誌 1950
- 『異常性格の世界』創元社 1954
- 『不眠症』診断と治療社 1956
- 『神経症 ノイローゼ』診断と治療社 1956
- 『一般医家に必要な精神医学』金原出版 1956
- 『神経病学入門』南山堂 1964
- 『精神異常』筑摩書房（グリーンベルト・シリーズ）1965
- 『島崎藤村の秘密』有信堂 1966
- 『精神医学の知識 一般医のために』南山堂 1967
- 『病める心の記録 ある精神分裂病者の世界』中公新書 1968
- 『臨床精神医学研究』みすず書房 1971
- 『やさしい精神医学』南山堂 1975
- 『心の病気』創元社 1975
- 『精神医学彷徨記』金剛出版 1976
- 『狂気の価値』朝日選書 1979
- 『精神医学の古典を読む』みすず書房 1989
- 『彷徨記—狂気を担って』批評社、1991年。ISBN 9784826501262。
- 『西丸四方の本』全2巻 みすず書房 1991
- 『西丸四方著作集』全3巻 丸の内ハイデ出版社 1992

### 編著
- 『傑出人脳の研究第1』長与又郎・内村祐之共著、岩波書店 1939
- 『臨床精神医学辞典』南山堂 1974

### 翻訳
- クルト・シュナイダー『精神医学 一般医家のために』科学書院 1943
- エルンスト・クレッチマー『医学的心理学』高橋義夫共訳、みすず書房 1955
- カール・ヤスパース『精神病理学原論』みすず書房 1971
- ウニカ・チュルン『ジャスミンおとこ分裂病女性の体験の記録』みすず書房 1975
- クルト・シュナイダー『臨床精神病理学序説』みすず書房 1977
- エーミール・クレペリン『精神医学臨床講義』大原貢、遠藤みどり、平井浩、西丸甫夫、伊達徹共訳 医学書院 1979
- ハインリッヒ・ノイマン『単一精神病観』医学書院 1980
- クレペリン『精神分裂病 精神医学I』西丸甫夫共訳 みすず書房 1986
- クレペリン『躁うつ病とてんかん 精神医学2』西丸甫夫共訳 1986
- ヴィルヘルム・ランゲ＝アイヒバウム『ヘルダリン 病跡学的考察』みすず書房 1989
- J.C.A.ハインロート『狂気の学理ドイツ浪漫派の精神医学』中央洋書出版部 1990

## 関連人物
- 村上仁
- 島崎敏樹
- 西丸震哉
- 島薗安雄
- 吉松和哉
- 草間彌生